# Kutovi
Kutovi is een plaats in de gemeente Zdenci in de Kroatische provincie Virovitica-Podravina. De plaats telt 215 inwoners (2001).